# Grã-Bretanha nos Jogos Olímpicos de Verão de 2012
A Grã-Bretanha competiu nos Jogos Olímpicos de Verão de 2012, que aconteceram na cidade de Londres, no Reino Unido, de 27 de julho até 12 de agosto de 2012.

### 

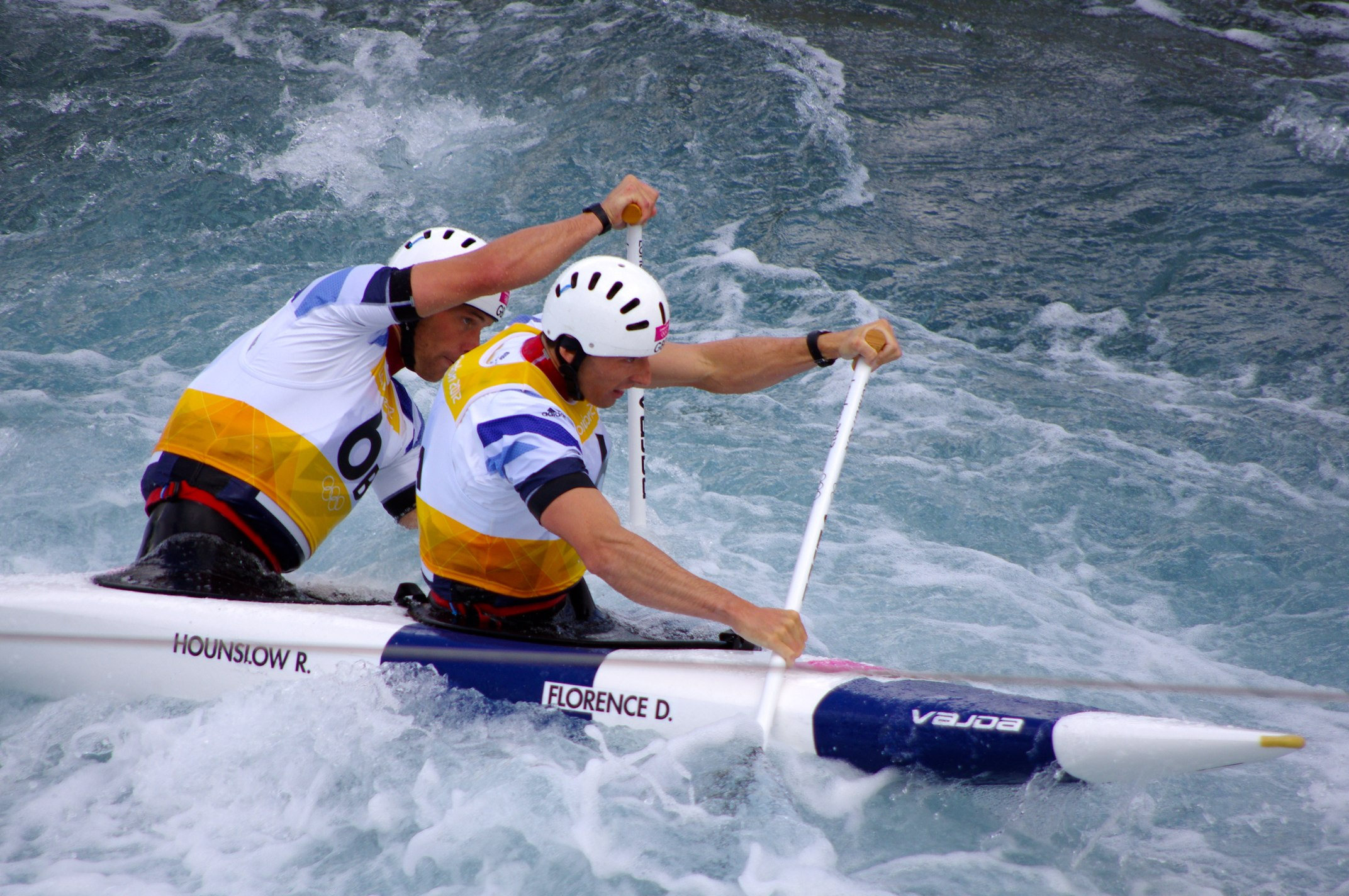
David Florence e Richard Hounslow na disputa do C-2 masculino

## Medalhas
| Atleta                                               | Esporte   | Evento                         | Medalha |
| ---------------------------------------------------- | --------- | ------------------------------ | ------- |
| Timothy Baillie Etienne Stott                        | Canoagem  | Slalom C-2 masculino           | Ouro    |
| Alex Gregory Tom James Pete Reed Andrew Triggs-Hodge | Remo      | Quatro sem masculino           | Ouro    |
| Peter Wilson                                         | Tiro      | Fossa olímpica dublê masculino | Ouro    |
| Alistair Brownlee                                    | Triatlo   | Masculino                      | Ouro    |
| David Florence Richard Hounslow                      | Canoagem  | Slalom C-2 masculino           | Prata   |
| Michael Jamieson                                     | Natação   | 200 m peito masculino          | Prata   |
| Zac Purchase Mark Hunter                             | Remo      | Skiff duplo leve masculino     | Prata   |
| Robert Grabarz                                       | Atletismo | Salto em altura masculino      | Bronze  |
| Rebecca Adlington                                    | Natação   | 400 m livre feminino           | Bronze  |
| Rebecca Adlington                                    | Natação   | 800 m livre feminino           | Bronze  |
| Alan Campbell                                        | Remo      | Skiff simples masculino        | Bronze  |
| George Nash William Satch                            | Remo      | Dois sem masculino             | Bronze  |
| Jonathan Brownlee                                    | Triatlo   | Masculino                      | Bronze  |

## Desempenho

### Atletismo
Masculino
| Atleta          | Evento               | Preliminar | Preliminar | Quartas-de-final | Quartas-de-final | Semifinal | Semifinal | Final | Final             |
| Atleta          | Evento               | Marca      | Posição    | Marca            | Posição          | Marca     | Posição   | Marca | Posição           |
| --------------- | -------------------- | ---------- | ---------- | ---------------- | ---------------- | --------- | --------- | ----- | ----------------- |
| Robert Grabarz  | Salto em altura      | 2,29m      | 1º q       |                  |                  |           |           | 2,29m | Medalha de bronze |
| Alexander Smith | Arremesso de martelo | 74,71m     | 11º q      | 72,87m           | 12º              |           |           |       |                   |

### Badminton
Masculino
| Atleta       | Prova   | Ronda dos 64           | Ronda dos 32           | Ronda dos 16           | Quartos-finais         | Semifinais             | Final                  | Final |
| Atleta       | Prova   | Adversário e resultado | Adversário e resultado | Adversário e resultado | Adversário e resultado | Adversário e resultado | Adversário e resultado | Pos.  |
| ------------ | ------- | ---------------------- | ---------------------- | ---------------------- | ---------------------- | ---------------------- | ---------------------- | ----- |
| Rajiv Ouseph | Simples |                        |                        |                        |                        |                        |                        |       |

### Canoagem slalom
Masculino
| Atleta                          | Evento | Preliminar | Preliminar | Preliminar | Preliminar | Semifinais | Semifinais | Final       | Final            |
| Atleta                          | Evento | Descida 1  | Descida 2  | Total      | Posição    | Tempo      | Posição    | Tempo       | Posição          |
| ------------------------------- | ------ | ---------- | ---------- | ---------- | ---------- | ---------- | ---------- | ----------- | ---------------- |
| David Florence                  | C-1    | 101s60     | 93s04      | 93s04      | 5º         | 106s16     | 10º        | Não avançou | Não avançou      |
| David Florence Richard Hounslow | C-2    | 108s23     | 102s79     | 100s44     | 7º         | 108s93     | 1º         | 106s77      | Medalha de prata |
| Timothy Baillie Etienne Stott   | C-2    | 100s44     | 102s79     | 100s44     | 4º         | 110s78     | 6º         | 106s41      | Medalha de ouro  |
| Richard Hounslow                | K-1    | 94s40      | 89s12      | 89s12      | 11º        | 104s30     | 12º        | Não avançou | Não avançou      |

Feminino
| Atleta          | Evento | Preliminar | Preliminar | Preliminar | Preliminar | Semifinais | Semifinais | Final       | Final       |
| Atleta          | Evento | Descida 1  | Descida 2  | Total      | Posição    | Tempo      | Posição    | Tempo       | Posição     |
| --------------- | ------ | ---------- | ---------- | ---------- | ---------- | ---------- | ---------- | ----------- | ----------- |
| Elizabeth Neave | K-1    | 101s95     | 98s92      | 98s92      | 2º         | 117s30     | 12º        | Não avançou | Não avançou |

### Futebol
Masculino
| Equipe | Equipe | Fase de grupos                                           | Fase de grupos | Quartas                | Semifinal              | Final                  | Pos. |
| Equipe | Equipe | Adversário e resultado                                   | Pos.           | Adversário e resultado | Adversário e resultado | Adversário e resultado | Pos. |
| --- | --- | -------------------------------------------------------- | -------------- | ---------------------- | ---------------------- | ---------------------- | ---- |
| Jack Butland Neil Taylor Ryan Bertrand Danny Rose Steven Caulker Craig Dawson Tom Cleverley Joe Allen Daniel Sturridge | Craig Bellamy Ryan Giggs James Tomkins Jack Cork Micah Richards Aaron Ramsey Scott Sinclair Marvin Sordell Jason Steele | SEN Senegal E 1-1 UAE Emirados Árabes Unidos URU Uruguai |                |                        |                        |                        |      |

Feminino
| Equipe | Equipe | Fase de grupos                                  | Fase de grupos | Quartas                | Semifinal              | Final                  | Pos. |
| Equipe | Equipe | Adversário e resultado                          | Pos.           | Adversário e resultado | Adversário e resultado | Adversário e resultado | Pos. |
| --- | --- | ----------------------------------------------- | -------------- | ---------------------- | ---------------------- | ---------------------- | ---- |
| Karen Bardsley Alex Scott Stephanie Houghton Jill Scott Sophie Bradley Casey Stoney Karen Carney Fara Williams Ellen White | Kelly Smith Rachel Yankey Kim Little Ifeoma Dieke Anita Asante Eniola Aluko Claire Rafferty Rachel Williams Rachel Brown | NZL Nova Zelândia V 1-0 CMR Camarões BRA Brasil |                |                        |                        |                        |      |

### Halterofilismo(5 atletas)
Masculino
| Atleta          | Evento | Arranque (kg) | Arremesso (kg) | Total (kg) | Posição |
| --------------- | ------ | ------------- | -------------- | ---------- | ------- |
| Gareth Evans    | -69kg  | 130,0         | 158,0          | 288,0      | 17º     |
| Jack Oliver     | -77kg  | 140,0         | 170,0          | 310,0      | 10º     |
| Peter Kirkbride | -94kg  | 138,0         | 190,0          | 328,0      | 16º     |

Feminino
| Atleta         | Evento | Arranque (kg) | Arremesso (kg) | Total (kg) | Posição |
| -------------- | ------ | ------------- | -------------- | ---------- | ------- |
| Zoe Smith      | -58kg  | 90,0          | 121,0          | 211,0      | 12º     |
| Natasha Perdue | -69kg  | 92,0          | 113,0          | 205,0      | 12º     |

### Natação
Masculino
| Atletas              | Evento       | Eliminatórias | Eliminatórias | Semifinal   | Semifinal   | Final       | Final            |
| Atletas              | Evento       | Tempo         | Posição       | Tempo       | Posição     | Tempo       | Posição          |
| -------------------- | ------------ | ------------- | ------------- | ----------- | ----------- | ----------- | ---------------- |
| Adam Brown           | 50 m livre   | 22s39         | 20º           | Não avançou | Não avançou | Não avançou | Não avançou      |
| Adam Brown           | 100 m livre  | 49s20         | 20º           | Não avançou | Não avançou | Não avançou | Não avançou      |
| Robert Renwwick      | 200 m livre  | 1min46s86     | 6º Q          | 1min46s65   | 6º Q        | 1min46s53   | 6º               |
| Ieuan Lloyd          | 200 m livre  | 1min48s52     | 19º           | Não avançou | Não avançou | Não avançou | Não avançou      |
| David Carry          | 400 m livre  | 3min47s25     | 8º Q          |             |             | 3min48s62   | 7º               |
| Robert Renwick       | 400 m livre  | 3min47s44     | 11º           | Não avançou | Não avançou |             |                  |
| Daniel Fogg          | 1500 m livre | 14min56s12    | 5º Q          | 15min00s76  | 8º          |             |                  |
| David Davies         | 1500 m livre | 15min14s77    | 16º           | Não avançou | Não avançou |             |                  |
| Liam Tancock         | 100 m costas | 53s86         | 8º Q          | 53s25       | 3º Q        | 53s35       | 5º               |
| Chris Walker-Hebborn | 100 m costas | 54s78         | 20º           | Não avançou | Não avançou | Não avançou | Não avançou      |
| Marco Loughran       | 200 m costas | 1min58s72     | 18º           | Não avançou | Não avançou | Não avançou | Não avançou      |
| Chris Walker-Hebborn | 200 m costas | 1min59s00     | 22º           | Não avançou | Não avançou | Não avançou | Não avançou      |
| Michael Jamieson     | 100 m peito  | 59s89         | 9º Q          | 59s89       | 9º          | Não avançou | Não avançou      |
| Craig Benson         | 100 m peito  | 1min00s04     | 13º Q         | 1min00s13   | 14º         | Não avançou | Não avançou      |
| Michael Jamieson     | 200 m peito  | 2min08s98     | 2º Q          | 2min08s20   | 1º Q        | 2min07s43   | Medalha de prata |
| Andrew Willis        | 200 m peito  | 2min09s33     | 3º Q          | 2min08s47   | 3º Q        | 2min09s44   | 8º               |
| James Goddard        | 200 m medley | 1min58s56     | 6º Q          | 1min58s49   | 7º Q        | 1min59s05   | 7º               |
| Joe Roebuck          | 200 m medley | 2min20s04     | 15º Q         | 1min59s57   | 11º         | Não avançou | Não avançou      |
| Roberto Pavoni       | 400 m medley | 4min15s56     | 13º           |             |             | Não avançou | Não avançou      |
| Joe Roebuck          | 400 m medley | 4min20s24     | 24º           | Não avançou | Não avançou |             |                  |

Feminino
| Atletas                | Evento          | Eliminatórias | Eliminatórias | Semifinal   | Semifinal         | Final       | Final       |             |             |
| Atletas                | Evento          | Tempo         | Posição       | Tempo       | Posição           | Tempo       | Posição     |             |             |
| ---------------------- | --------------- | ------------- | ------------- | ----------- | ----------------- | ----------- | ----------- | ----------- | ----------- |
| Francesca Halsall      | 50 m livre      | 24s61 Q       | 3º            | 24s63 Q     | 5º                | 24s47       | 5º          |             |             |
| Francesca Halsall      | 100 m livre     | 54s02         | 7º Q          | 53s77       | 5º Q              | 53s66       | 6º          |             |             |
| Amy Smith              | 100 m livre     | 54s37         | 13º Q         | 54s28       | 14º               | Não avançou | Não avançou | Não avançou | Não avançou |
| Caitlin McClatchey     | 200 m livre     | 1min58s03     | 7º Q          | 1min57s33   | 6º Q              | 1min57s60   | 7º          |             |             |
| Rebecca Turner         | 200 m livre     | 1min58s98     | 17º           | Não avançou | Não avançou       | Não avançou | Não avançou |             |             |
| Joanne Jackson         | 400 m livre     | 4min11s50     | 21º           |             |                   | Não avançou | Não avançou |             |             |
| Rebecca Adlington      | 400 m livre     | 4min05s75     | 8º Q          | 4min03s01   | Medalha de bronze |             |             |             |             |
| Rebecca Adlington      | 800 m livre     | 8min21s78     | 1º Q          | 8min20s32   | Medalha de bronze |             |             |             |             |
| Ellie Faulkner         | 800 m livre     | 8min38s00     | 22º           | Não avançou | Não avançou       |             |             |             |             |
| Georgia Davies         | 100 m costas    | 59s92         | 6º Q          | 1min00s56   | 15º               | Não avançou | Não avançou |             |             |
| Gemma Spofforth        | 100 m costas    | 1min00s05     | 12º Q         | 59s70       | 6º Q              | 59s20       | 5º          |             |             |
| Stephanie Proud        | 200 m costas    | 2min10s01     | 11º Q         | 2min09s04   | 9º                | Não avançou | Não avançou |             |             |
| Elizabeth Simmonds     | 200 m costas    | 2min10s37     | 14º Q         | 2min08s48   | 7º Q              | 2min07s26   | 4º          |             |             |
| Kate Haywood           | 100 m peito     | 1min09s22     | 28º           | Não avançou | Não avançou       | Não avançou | Não avançou |             |             |
| Siobhan-Marie O'Connor | 100 m peito     | 1min08s32     | 21º           | Não avançou | Não avançou       | Não avançou | Não avançou |             |             |
| Stacey Tadd            | 200 m peito     | 2min27s18     | 18º           | Não avançou | Não avançou       | Não avançou | Não avançou |             |             |
| Francesca Halsall      | 100 m borboleta | 58s23         | 8º Q          | 58s52       | 14º               | Não avançou | Não avançou |             |             |
| Ellen Gandy            | 100 m borboleta | 58s25         | 9º Q          | 57s66       | 7º Q              | 57s76       | 8º          |             |             |
| Jemma Lowe             | 200 m borboleta | 2min07s64     | 3º Q          | 2min07s37   | 8º Q              | 2min06s80   | 6º          |             |             |
| Ellen Gandy            | 200 m borboleta | 2min09s92     | 17º           | Não avançou | Não avançou       | Não avançou | Não avançou |             |             |
| Hannah Miley           | 200 m medley    | 2min12s27     | 10º Q         | 2min10s89   | 7º Q              | 2min11s29   | 7º          |             |             |
| Sophie Allen           | 200 m medley    | 2min14s72     | 21º           | Não avançou | Não avançou       | Não avançou | Não avançou |             |             |
| Hannah Miley           | 400 m medley    | 4min34s98     | 6º Q          |             |                   | 4min34s18   | 5º          |             |             |
| Aimee Willmott         | 400 m medley    | 4min38s87     | 11º           | Não avançou | Não avançou       |             |             |             |             |

### Remo
Masculino
| Equipe                                               | Evento           | Eliminatórias | Eliminatórias | Repescagem | Repescagem | Quartas | Quartas  | Semifinal | Semifinal        | Final   | Final                |
| Equipe                                               | Evento           | Tempo         | Posição       | Tempo      | Posição    | Tempo   | Posição  | Tempo     | Posição          | Tempo   | Posição (Pos. final) |
| ---------------------------------------------------- | ---------------- | ------------- | ------------- | ---------- | ---------- | ------- | -------- | --------- | ---------------- | ------- | -------------------- |
| Alan Campbell                                        | Skiff simples    | 6m47s62       | 1º Q          | BYE        | BYE        | 6m52s10 | 1º S A/B | 7m18s92   | 2º FA            | 7m03s28 | Medalha de bronze    |
| George Nash William Satch                            | Dois sem         | 6m16s58       | 1º S          | BYE        | BYE        |         |          | 6m56s46   | 1º FA            | 6m21s77 | Medalha de bronze    |
| Bill Lucas Sam Townsend                              | Skiff duplo      | 6m11s94       | 2º S          | BYE        | BYE        | 6m22s47 | 3º FA    | 6m40s54   | 5º               |         |                      |
| Mark Hunter Zac Purchase                             | Skiff duplo leve | 6m36s29       | 1º S A/B      | BYE        | BYE        | 6m36s62 | 1º FA    | 6m37s78   | Medalha de prata |         |                      |
| Alex Gregory Tom James Pete Reed Andrew Triggs-Hodge | Quatro sem       | 5m20s27       | 1º S          | BYE        | BYE        | 5m58s26 | 1º FA    | 6m03s97   | Medalha de ouro  |         |                      |

Feminino
| Equipe | Evento   | Eliminatórias | Eliminatórias | Repescagem | Repescagem | Quartas | Quartas | Semifinal | Semifinal | Final   | Final                |
| Equipe | Evento   | Tempo         | Posição       | Tempo      | Posição    | Tempo   | Posição | Tempo     | Posição   | Tempo   | Posição (Pos. final) |
| --- | -------- | ------------- | ------------- | ---------- | ---------- | ------- | ------- | --------- | --------- | ------- | -------------------- |
| Olivia Whitlam Louisa Reeve Jessica Eddie Lindsey Maguire Natasha Page Annabel Vernon Catherine Greves Victoria Thornley Caroline O'Connor (tim.) | Oito com | 6m23s51       | 3º R          | 6m21s58    | 4º Q       |         |         |           |           | 6m18s77 | 5º                   |

### Tiro
Masculino
| Atleta           | Evento                 | Qualificação | Qualificação | Final       | Final       | Posição         |
| Atleta           | Evento                 | Placar       | Posição      | Placar      | Total       | Posição         |
| ---------------- | ---------------------- | ------------ | ------------ | ----------- | ----------- | --------------- |
| James Huckle     | Carabina de ar 10 m    | 593          | 24º          | Não avançou | Não avançou | 24º             |
| James Huckle     | Carabina deitado 50 m  |              |              |             |             |                 |
| Jonathan Hammond |                        |              |              |             |             |                 |
| Jonathan Hammond | Carabina três posições | 1142         | 41º          | Não avançou | Não avançou | 41º             |
| Rory Warlow      | Skeet                  | 118          | 16º          | Não avançou | Não avançou | 16º             |
| Richard Brickell | Skeet                  | 118          | 12º          | Não avançou | Não avançou | 12º             |
| Edward Ling      | Fossa olímpica         | 118          | 21º          | Não avançou | Não avançou | 21º             |
| Peter Wilson     | Fossa olímpica dublê   | 143          | 1º           | 45          | 188         | Medalha de ouro |
| Richard Faulds   | Fossa olímpica dublê   | 133          | 12º          | Não avançou | Não avançou | 12º             |

Feminino
| Atleta          | Evento                | Qualificação | Qualificação | Final       | Final       | Posição |
| Atleta          | Evento                | Placar       | Posição      | Placar      | Total       | Posição |
| --------------- | --------------------- | ------------ | ------------ | ----------- | ----------- | ------- |
| Georgina Geikie | Pistola de ar de 10 m | 359          | 47º          | Não avançou | Não avançou | 47º     |

### Tiro com arco(6 atletas)
| Atleta                                     | Prova                | Rodada de classificação | Rodada de classificação | Ronda dos 64                                | Ronda dos 32                           | Ronda dos 16                                  | Quartos-finais         | Semifinais             | Final                  | Final       |
| Atleta                                     | Prova                | Placar                  | Pos.                    | Adversário e resultado                      | Adversário e resultado                 | Adversário e resultado                        | Adversário e resultado | Adversário e resultado | Adversário e resultado | Pos.        |
| ------------------------------------------ | -------------------- | ----------------------- | ----------------------- | ------------------------------------------- | -------------------------------------- | --------------------------------------------- | ---------------------- | ---------------------- | ---------------------- | ----------- |
| Larry Godfrey                              | Individual masculino | 680                     | 4º                      | BAN E. Milon V 2-0, 2-0, 2-0                | MEX JR. Serrano V 2-0, 1-1, 2-0, 2-0   | MAS K. Mohamad D 0-2, 1-1, 2-0, 2-0, 0-2, 0-1 | Não avançou            | Não avançou            | Não avançou            | Não avançou |
| Alan Wills                                 | Individual masculino | 660                     | 42º                     | AUS T. Worth D 0-2, 2-0, 0-2, 1-1, 2-0, 0-1 | Não avançou                            | Não avançou                                   | Não avançou            | Não avançou            | Não avançou            | Não avançou |
| Simon Terry                                | Individual masculino | 654                     | 50º                     | JPN Yu Ishizu V 2-0, 1-1, 2-0, 2-0          | MDA D. Olaru D 0-2, 0-2, 1-1, 0-2      | Não avançou                                   | Não avançou            | Não avançou            | Não avançou            | Não avançou |
| Simon Terry Alan Wills Larry Godfrey       | Equipes              | 1994                    | 8º                      |                                             |                                        | UKR Ucrânia D 212-223                         | Não avançou            | Não avançou            | Não avançou            | Não avançou |
| Alison Williamson                          | Individual feminino  | 629                     | 47º                     | MGL U. Bishindee D 2-0, 1-1, 0-2, 0-2, 0-2  | Não avançou                            | Não avançou                                   | Não avançou            | Não avançou            | Não avançou            | Não avançou |
| Naomi Folkard                              | Individual feminino  | 637                     | 42º                     | RUS K. Timofeeva V 0-2, 2-0, 0-2, 2-0, 2-0  | MEX M. Avitia D 1-1, 0-2, 0-2, 1-1     | Não avançou                                   | Não avançou            | Não avançou            | Não avançou            | Não avançou |
| Amy Oliver                                 | Individual feminino  | 608                     | 57º                     | IND D. Kumari V 2-0, 0-2, 2-0, 2-0          | INA I. Rochmawati D 0-2, 0-2, 1-1, 0-2 | Não avançou                                   | Não avançou            | Não avançou            | Não avançou            | Não avançou |
| Alison Williamson Naomi Folkard Amy Oliver | Equipes              | 1874                    | 11º                     |                                             |                                        | RUS Rússia D 208-215                          | Não avançou            | Não avançou            | Não avançou            | Não avançou |

### Triatlo
| Atleta            | Evento    | Natação (1,5 km) | Ciclismo (40 km) | Corrida (10 km) | Tempo total | Posição           |
| ----------------- | --------- | ---------------- | ---------------- | --------------- | ----------- | ----------------- |
| Stuart Hayes      | Masculino | 17m17            | 59m04            | 33m29           | 1h51m04     | 37º               |
| Alistair Brownlee | Masculino | 17m04            | 59m08            | 29m07           | 1h46m25     | Medalha de ouro   |
| Jonathan Brownlee | Masculino | 17m02            | 59m11            | 29m37           | 1h46m56     | Medalha de bronze |
| Helen Jenkins     | Feminino  | 20m02            | 1h06m07          | 34m10           | 2h00m19     | 5º                |
| Lucy Hall         | Feminino  | 18m17            | 1h06m39          | 38m24           | 2h04m38     | 33º               |
| Vicky Holland     | Feminino  | 20m03            | 1h07m54          | 34m58           | 2h02m55     | 26º               |